# Френклин (Масачусетс)
Френклин (енгл. Franklin) град је у америчкој савезној држави Масачусетс. По попису становништва из 2010. у њему је живело 31.635 становника.

## Демографија
Према попису становништва из 2000. у граду је живело 29.560 становника.
| Група             | 2000.          | 2010.          |
| Белци             | 28.165 (95,3%) | 28.926 (91,4%) |
| Афроамериканци    | 318 (1,1%)     | 449 (1,4%)     |
| Азијати           | 491 (1,7%)     | 1.194 (3,8%)   |
| Хиспаноамериканци | 318 (1,1%)     | 620 (2,0%)     |
| Укупно            | 29.560         | 31.635         |